# Raj Kapoor
Raj Kapoor (Pesjawar, 14 december 1924 – New Delhi, 2 juni 1988) was een Indiaas acteur, filmregisseur en filmproducent die voornamelijk in de Hindi filmindustrie werkte. Hij werd in 1971 door de Indiase regering  onderscheiden met de Padma Bhushan voor zijn bijdrage aan de Indiase filmindustrie.

## Biografie
Op tienjarige leeftijd verscheen Kapoor voor het eerst in Inquilab (1935). Zijn grote doorbraak als hoofdrolspeler maakte hij met Neel Kamal (1947). In 1948, op vierentwintigjarige leeftijd, richtte hij zijn eigen studio op, R.K. Films, en werd de jongste filmregisseur van zijn tijd. Hij maakte zijn regie debuut met Aag. In 1949 speelde hij samen met Dilip Kumar en Nargis in de hitfilm Andaz, wat zijn eerste grote succes werd als acteur. Hij had zijn eerste succes als producent, regisseur en acteur met Barsaat dat later dat jaar werd uitgebracht. Het logo van R.K. Films is gebaseerd op een scene uit deze film.
Hij produceerde en speelde in verschillende hitfilms gemaakt onder zijn RK Banner, waaronder Awaara (1951), Aah (1953), Shree 420 (1955), Jagte Raho (1956) en Jis Desh Men Ganga Behti Hai (1960). In 1964 produceerde, regisseerde en speelde hij in zijn eerste kleuren film, de romantische musical Sangam. Dit was zijn laatste grote succes als hoofdrolspeler.
In 1970 produceerde, regisseerde en speelde hij in zijn ambitieuze film Mera Naam Joker, die meer dan zes jaar in beslag nam om te maken. Zijn zoon Rishi Kapoor maakte zijn debuut in deze film en speelde de jongere versie van zijn personage. Toen het in 1970 werd uitgebracht werd het een flop en bracht het Kapoor en zijn familie in een financiële crisis. In latere jaren werd het erkend als een cultklassieker. In 1971 lanceerde hij zijn oudste zoon Randhir Kapoor in het familiedrama Kal Aaj Aur Kal waarin hijzelf en zijn vader Prithviraj Kapoor ook te zien waren. Hij lanceerde de carrière van zijn tweede zoon Rishi Kapoor in 1973 met zijn eigen produceerde en regisseerde film Bobby, wat een enorm succes werd.
Kapoor was voor het laatst in een gastoptreden te zien als politie agent in de Engelse televisie film Kim (1984). Hij kampte zijn laatste jaren met astma en stierf op 63-jarige leeftijd aan de gevolgen hiervan. Hij liet vijf kinderen na, waaronder acteurs Randhir Kapoor, Rishi Kapoor en Rajiv Kapoor. Kapoor's kleinzoon Armaan Jain maakte in 2014 zijn debuut in Lekar Hum Deewana Dil.